# Copa del Generalísimo 1948/49
Die Copa del Generalísimo 1948/49 war die 45. Austragung des spanischen Fußballpokalwettbewerbes, der heute unter dem Namen Copa del Rey stattfindet.
Der Wettbewerb startete am 4. September 1948 und endete mit dem Finale am 29. Mai 1949 im Nuevo Estadio Chamartín in Madrid. Titelverteidiger des Pokalwettbewerbes war der FC Sevilla. Den Titel gewann der FC Valencia durch einen 1:0-Erfolg im Finale gegen Atlético Bilbao.

## Erste Hauptrunde
Die Spiele wurden am 4. und 5. September sowie am 9. Dezember 1948 ausgetragen.
|                       | Ergebnis |                             |
| --------------------- | -------- | --------------------------- |
| FC Pontevedra         | 2:0      | Berbés CF                   |
| Arosa SD              | 3:0      | Santiago CF                 |
| CD Juvenil            | 1:0      | Arsenal CF                  |
| SG Lucense            | 2:0      | UD Orensana                 |
| Real Avilés           | 2:1      | Real Juvencia CF            |
| Círculo Popular       | 3:2      | Caudal Deportivo            |
| Arenas Club           | 3:0      | Sestao SC                   |
| SD Barreda Balompié   | 0:2      | Gimnástica de Torrelavega   |
| Real Unión Irún       | 1:4      | CA Osasuna                  |
| CD Mirandés           | 1:1      | CD Alavés                   |
| CD Logroñés           | 2:3      | Maestranza Aérea de Logroño |
| CD Numancia           | 6:0      | CD Tudelano                 |
| RCD Mallorca          | 1:0      | CD Atlético Baleares        |
| UD San Martín         | 2:1      | CD San Andrés               |
| Real Saragossa        | 1:2      | SD Arenas Saragossa         |
| SD Escoriaza          | 3:1      | CA Saragossa                |
| FC Terrassa           | 3:2      | CD Júpiter                  |
| UD Lérida             | 3:1      | SD Huesca                   |
| Burgos CF             | 4:0      | FC Palencia                 |
| UD Salamanca          | 2:0      | CA Zamora                   |
| AD Plus Ultra         | 2:2      | UB Conquense                |
| CD Talavera           | 5:2      | CD Toledo                   |
| CD Manchego           | 1:3      | Tomelloso CF                |
| CP Cacereño           | 1:3      | CD Badajoz                  |
| CD Segarra            | 6:0      | CD Acero                    |
| CD Játiva             | 3:1      | CD Sueca                    |
| CD Eldense            | 0:1      | Alicante CF                 |
| Orihuela Deportivo CF | 0:2      | FC Elche                    |
| CD Naval              | 0:4      | Cartagena FC                |
| CD Cieza              | 3:0      | Imperial CF                 |
| RCD Córdoba           | 4:1      | Electromecánica CF          |
| CD Iliturgi           | 3:2      | Real Jaén                   |
| Betis Sevilla         | 5:2      | Recreativo Huelva           |
| Real Linense          | 3:1      | FC Algeciras                |
| SD Ceuta              | 3:1      | Atlético Tetuán             |
| UD España             | 1:3      | Larache CF                  |

### Entscheidungsspiele
|               | Ergebnis |              |
| ------------- | -------- | ------------ |
| CD Mirandés   | 3:2      | CD Alavés    |
| AD Plus Ultra | 7:3      | UB Conquense |

## Zweite Hauptrunde
Die Spiele wurden am 19. Dezember 1948 ausgetragen.
|                             | Ergebnis |                  |
| --------------------------- | -------- | ---------------- |
| FC Pontevedra               | 4:3      | Arosa SD         |
| CD Juvenil                  | 1:3      | SG Lucense       |
| Real Avilés                 | 3:2      | Círculo Popular  |
| Maestranza Aérea de León    | 5:3      | Cultural Leonesa |
| SD Erandio Club             | 2:3      | Arenas Club      |
| Gimnástica de Torrelavega   | 3:5      | SD Indautxu      |
| CA Osasuna                  | 1:0      | CD Numancia      |
| Maestranza Aérea de Logroño | 3:1      | CD Mirandés      |
| CD Constancia               | 1:4      | RCD Mallorca     |
| Igualada CF                 | 1:2      | UD San Martín    |
| SD Arenas Saragossa         | 3:1      | SD Escoriaza     |
| FC Terrassa                 | 4:1      | UD Lérida        |
| SD Gimnástica Segoviana     | 3:3      | Burgos CF        |
| Real Ávila                  | 2:4      | UD Salamanca     |
| Tomelloso CF                | 3:0      | AD Plus Ultra    |
| CD Badajoz                  | 4:3      | CD Talavera      |
| CD Segarra                  | 1        | CD Játiva        |
| Alicante CF                 | 1:1      | FC Elche         |
| UD Almería                  | 3:0      | Cartagena FC     |
| Albacete Balompié           | 3:1      | CD Cieza         |
| RCD Córdoba                 | 4:0      | CD Iliturgi      |
| FC Cádiz                    | 4:2      | Betis Sevilla    |
| Real Linense                | 1:3      | SD Ceuta         |
| UD Melilla                  | 4:2      | Larache CF       |

### Entscheidungsspiele
Die Spiele wurden am 21. Dezember 1948 in Segovia bzw. Alicante ausgetragen.
|                         | Ergebnis |           |
| ----------------------- | -------- | --------- |
| SD Gimnástica Segoviana | 3:2      | Burgos CF |
| Alicante CF             | 2:1      | FC Elche  |

## Dritte Hauptrunde
Die Spiele wurden am 26. Dezember 1948 ausgetragen.
|                         | Ergebnis |                             |
| ----------------------- | -------- | --------------------------- |
| FC Pontevedra           | 1:2      | SG Lucense                  |
| Real Avilés             | 8:0      | Maestranza Aérea de León    |
| Arenas Club             | 3:2      | SD Indautxu                 |
| CA Osasuna              | 3:1      | Maestranza Aérea de Logroño |
| RCD Mallorca            | 3:2      | UD San Martín               |
| SD Arenas Saragossa     | 2:1      | FC Terrassa                 |
| SD Gimnástica Segoviana | 2:4      | UD Salamanca                |
| Tomelloso CF            | 1:0      | CD Badajoz                  |
| CD Segarra              | 1:0      | Alicante CF                 |
| UD Almería              | 1:2      | Albacete Balompié           |
| RCD Córdoba             | 3:2      | FC Cádiz                    |
| SD Ceuta                | 3:2      | UD Melilla                  |

## Vierte Hauptrunde
Die Spiele wurden am 1., 2. und 6. Januar 1949 ausgetragen.
|                     | Ergebnis |                   |
| ------------------- | -------- | ----------------- |
| Deportivo La Coruña | 3:0      | Club Ferrol       |
| SG Lucense          | 1:2      | Celta Vigo        |
| Real Avilés         | 1:2      | Real Gijón        |
| FC Barakaldo        | 3:0      | Real Santander    |
| Atlético Bilbao     | 8:2      | Arenas Club       |
| Real Sociedad       | 1:0      | CA Osasuna        |
| CD Sabadell         | 2:4      | FC Girona         |
| FC Badalona         | 0:2      | RCD Mallorca      |
| SD Arenas Saragossa | 2:1      | CD Castellón      |
| Hércules Alicante   | 3:2      | CD Segarra        |
| UD Salamanca        | 6:1      | Levante UD        |
| CD Mestalla         | 1:2      | CD Alcoyano       |
| Real Murcia         | 2:3      | Albacete Balompié |
| Tomelloso CF        | 0:1      | FC Granada        |
| RCD Córdoba         | 0:3      | FC Sevilla        |
| CD Málaga           | 6:1      | SD Ceuta          |

## Fünfte Hauptrunde
Die Spiele wurden am 13. und 27. März 1949 ausgetragen.
|                   | Ergebnis |                     |
| ----------------- | -------- | ------------------- |
| Real Gijón        | 2:3      | Deportivo La Coruña |
| Celta Vigo        | 6:3      | UD Salamanca        |
| FC Barakaldo      | 0:3      | Real Sociedad       |
| Atlético Bilbao   | 7:0      | SD Arenas Saragossa |
| FC Girona         | 4:2      | RCD Mallorca        |
| Albacete Balompié | 1:0      | CD Alcoyano         |
| FC Granada        | 2:1      | Hércules Alicante   |
| FC Sevilla        | 5:2      | CD Málaga           |

## Achtelfinale
Die Hinspiele wurden am 21. April, die Rückspiele am 24. April 1949 ausgetragen. Bei fünf Begegnungen wurde lediglich eine Partie ausgetragen.
|                         | Gesamt |                   | Hinspiel | Rückspiel |
| ----------------------- | ------ | ----------------- | -------- | --------- |
| RCD Español             | 3:2    | Celta Vigo        | 3:1      | 0:1       |
| Gimnástico de Tarragona | 5:4    | Albacete Balompié | 5:1      | 0:3       |
| Real Madrid             | 3:3    | Atlético Bilbao   | 2:2      | 1:1       |
| Deportivo La Coruña     | 0:1    | FC Valencia       |          |           |
| Real Sociedad           | 4:0    | Real Oviedo       |          |           |
| CF Barcelona            | 9:0    | FC Girona         |          |           |
| FC Granada              | 4:1    | Real Valladolid   |          |           |
| Atlético Madrid         | 2:1    | FC Sevilla        |          |           |

### Entscheidungsspiele
Das Spiel wurde am 27. April 1949 in Barcelona ausgetragen.
|             | Ergebnis |                 |
| ----------- | -------- | --------------- |
| Real Madrid | 1:3      | Atlético Bilbao |

## Viertelfinale
Die Hinspiele wurden am 1. Mai, die Rückspiele am 8. Mai 1949 ausgetragen.
|                 | Gesamt |                         | Hinspiel | Rückspiel |
| --------------- | ------ | ----------------------- | -------- | --------- |
| RCD Español     | 7:6    | Atlético Madrid         | 6:1      | 1:5       |
| Atlético Bilbao | 3:2    | Gimnástico de Tarragona | 3:0      | 0:2       |
| FC Granada      | 2:7    | CF Barcelona            | 2:2      | 0:5       |
| FC Valencia     | 5:3    | Real Sociedad           | 3:2      | 2:1       |

## Halbfinale
Die Hinspiele wurden am 6. Juni, die Rückspiele am 13. Juni 1948 ausgetragen.
|             | Gesamt |                 | Hinspiel | Rückspiel |
| ----------- | ------ | --------------- | -------- | --------- |
| RCD Español | 3:8    | Atlético Bilbao | 1:2      | 2:6       |
| FC Valencia | 5:4    | CF Barcelona    | 3:1      | 2:3       |

## Spiel um Platz 3
Das Spiel wurde am 29. Mai 1949 im Camp de Les Corts in Barcelona ausgetragen
|              | Ergebnis |             |
| ------------ | -------- | ----------- |
| CF Barcelona | 3:1      | RCD Español |

## Finale
| FC Valencia                                      | FC Valencia | Atlético Bilbao | Atlético Bilbao |
| ------------------------------------------------ | --- | --- | --------------- |
| FC Valencia                                      | \| 29. Mai 1949 in Madrid (Nuevo Estadio Chamartín) \| \| Ergebnis: 1:0 (0:0) \| \| Zuschauer: 70.000 \| \| Schiedsrichter: Julián Arqué \|                                             | \| 29. Mai 1949 in Madrid (Nuevo Estadio Chamartín) \| \| Ergebnis: 1:0 (0:0) \| \| Zuschauer: 70.000 \| \| Schiedsrichter: Julián Arqué \|                                                                     | Atlético Bilbao |
| FC Valencia                                      | Ignacio Eizaguirre – Vicente Asensi, Álvaro Pérez, Luis Díaz – Salvador Monzó, Antonio Puchades – Epi, Pasieguito, Mundo , Silvestre Igoa, Vicente Seguí Cheftrainer: Jacinto Quincoces | Raimundo Lezama – Francisco Celaya, Roberto Bertol , Manuel Barrenechea – José Luis Panizo, Canito – José Luis Bilbao, Venancio Pérez, Zarra, Félix Arrieta, Agustín Gaínza Cheftrainer: Henry Bagge ( England) | Atlético Bilbao |
| FC Valencia                                      | 1:0 Epi (62.) | | Atlético Bilbao |
| 29. Mai 1949 in Madrid (Nuevo Estadio Chamartín) | | |                 |
| Ergebnis: 1:0 (0:0)                              | | |                 |
| Zuschauer: 70.000                                | | |                 |
| Schiedsrichter: Julián Arqué                     | | |                 |